# Tempora mutantur, nos et mutamur in illis
Tempora mutantur, nos et mutamur in illis egy latin mondás aminek magyar fordításban jelentése: az idő változik és vele változunk mi is. 
A mondás a 16. századból, a protestáns reformáció időszakából származik. Legkorábbi forrásokat Németországban találták.

## Történelmi háttere
A változás egy ősi téma a nyugati filozófiában, amelyet egyik elsőként a Szókratészt megelőző Heraclitus tárgyalt. Az ókori görög nyelven úgy lehetne összefoglalni mint: panta rhei (πάντα ῥεῖ, "minden folyik"). A mondást sokszor tévesen hozzák az ideiglenes jelentésű 'mutantur' kifejezéssel párhuzamba, vagy az 'omnia mutantur' egyik változatával ami azt jelenti "minden megváltozik", vagy nihil interit kifejezésben "minden megváltozott, semmi sem veszít el". A legkorábbi források szerint azonban a kifejezés Caspar Huberinus (1500–1553) német teológustól származik, aki inkább a Tempo mutanturt használja a Tempo Labuntur "idő elcsúszása" változataként, Ovidida Fastijából. De a kifejezés passzív, ahol a labuntur egy ábrázoló ige formája; ahol passzív formája aktív jelentést közvetít.